# Nick Bernyck
Nick Bernyck (ur. 10 grudnia 1970) – australijski judoka.
Startował w Pucharze Świata w 1997. Brązowy medalista mistrzostw Oceanii w 1996. Trzeci na mistrzostwach Australii w 1992, 1994, 1995, 1996 i 1998 roku.